# Heckeldora leptotricha
Espèce
Heckeldora leptotricha (Harms) J.J. de Wilde, également appelée Guarea leptotricha, est une espèce de plantes de la famille des Meliaceae et du genre Heckeldora.

## Description
C'est un arbrisseau pouvant atteindre 2 m de hauteur.

## Distribution
Assez rare, endémique, elle a été observée au Cameroun sur quatre sites dans deux régions (Centre et Sud).